# Gornji Lenart
Gornji Lenart je naselje v Občini Brežice. Vas leži SZ od Brežic na ravnini ob cesti Brežice-Krško in železniški progi Ljubljana-Zagreb. Vas je bila včasih imenovana tudi Čret ali Tirget, do leta 1927 pa se je uradno imenovala Zverinjak, po gojišču divjadi nekdanjih brežiških graščakov.

## Prebivalstvo
Etnična sestava 1991:
- Slovenci: 208 (92,8 %)
- Hrvati: 10 (4,5 %)
- Neznano: 6 (2,7 %)